# Parafia św. Stanisława Kostki w Siemyślu
Parafia pw. Świętego Stanisława Kostki w Siemyślu – rzymskokatolicka parafia należąca do dekanatu Gościno, diecezji koszalińsko-kołobrzeskiej, metropolii szczecińsko-kamieńskiej. Została utworzona 18 października 1957 r. 

## Miejsca kultu

### Kościół parafialny
- Kościół pw. św. Stanisława Kostki z 1866 r., neogotycki[1], poświęcony 26.12.1945 r.[2]

### Kościoły filialne i kaplice
- Kościół pw. św. Jana Chrzciciela w Nieżynie, romański, z XIII w., kamienny, z wieżą, rozbudowany w 1600 r[3], poświęcony 1.10.1945 r.[2]

- Kościół pw. św. Kazimierza w Trzyniku, neogotycki, z 1. połowy XIX wieku[4], poświęcony 1.10.1945 r., odbudowany po pożarze z 21.01.1996 r.[2]
- Punkt odprawiania Mszy św. w Świeciu Kołobrzeskim

## Duszpasterze

### Proboszczowie
- ks. Tadeusz Caruk (1957–1969)
- ks. Alojzy Wyciślik (1969–1986)
- ks. Antoni Bolesta (1986–1991)
- ks. Roman Molik (1991–1997)
- ks. Marek Kapitulski (1997–2003)
- ks. Andrzej Gołębiowski (od 2003)[2]

## Galeria

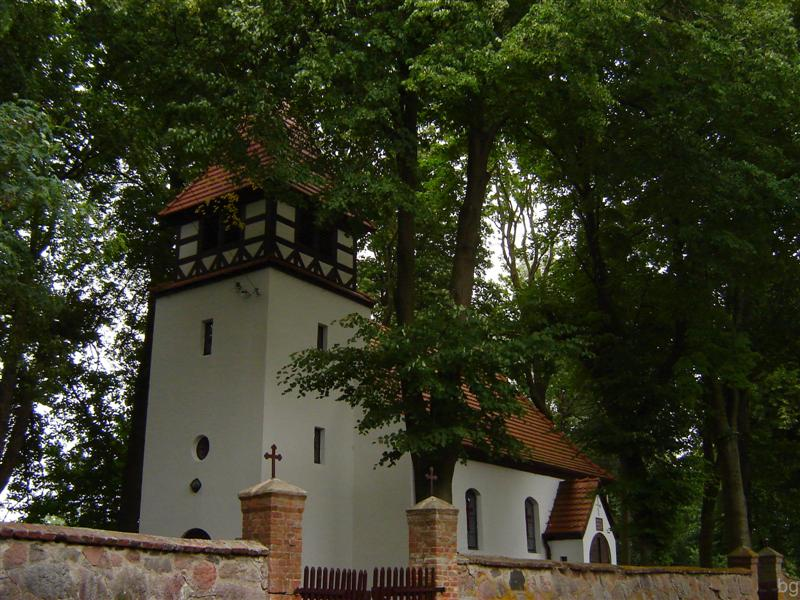
Kościół filialny pw. św. Jana Chrzciciela w Nieżynie
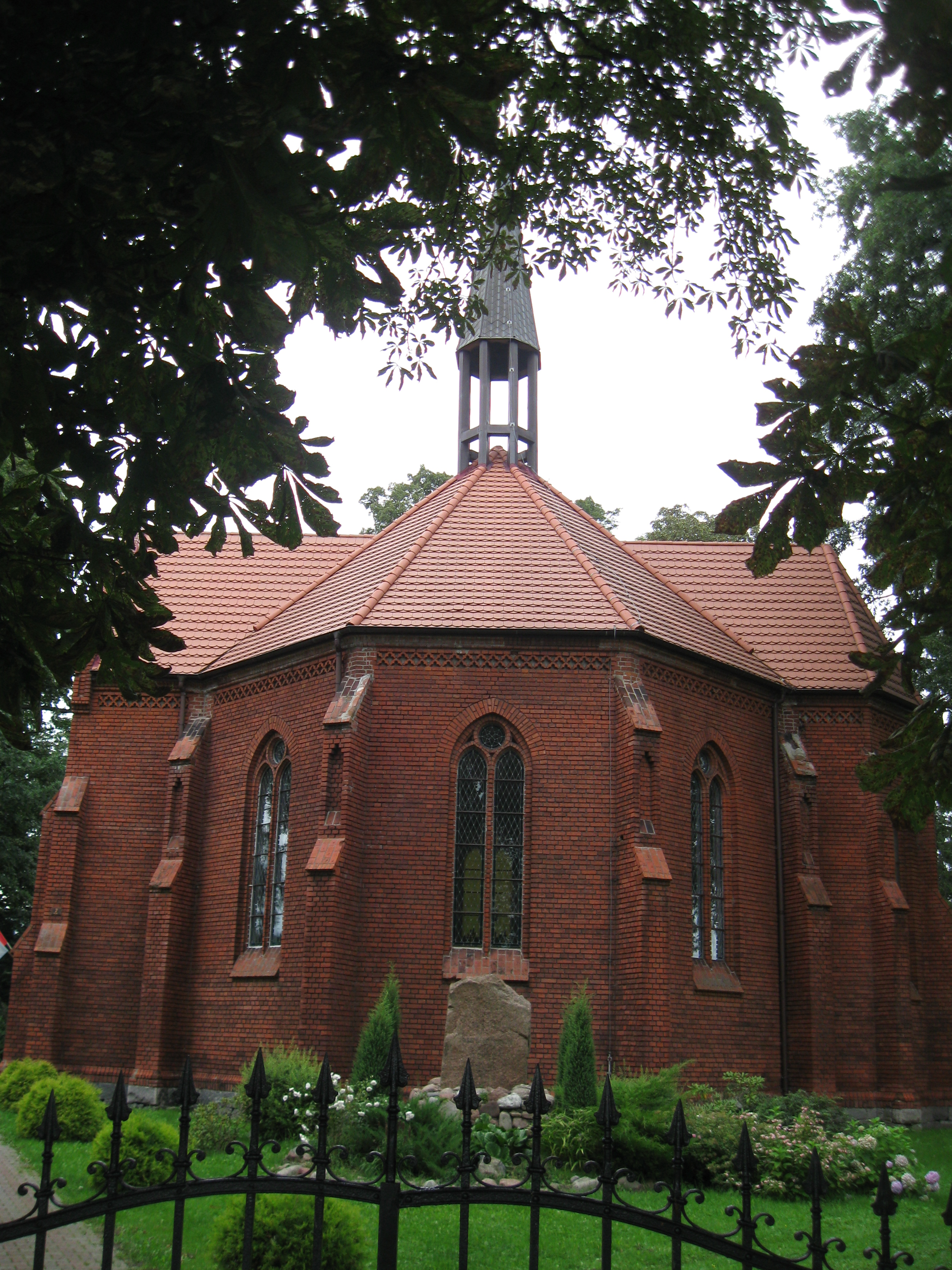
Kościół filialny pw. św. Kazimierza w Trzyniku